# استان گرائو
استان گرائو (به اسپانیایی: Provincia de Grau) یک استان در پرو است که در منطقه اپوریماک واقع شده‌است. استان گرائو ۲٬۱۷۴٫۵۲ کیلومتر مربع مساحت و ۲۷٬۵۷۴ نفر جمعیت دارد.